# 1640.
◄ | 16. stoljeće | 17. stoljeće | 18. stoljeće | ►
◄ | 1610-ih | 1620-ih | 1630-ih | 1640-ih | 1650-ih | 1660-ih | 1670-ih | ►
◄◄ | ◄ | 1637. | 1638. | 1639. | 1640. | 1641. | 1642. | 1643. | ► | ►►
Arhitektura • Astronomija • Glazba • Kazalište • Kiparstvo • Knjige • Književnost • Kršćanstvo • Medicina • Politika • Pravo • Promet • Slikarstvo • Znanost

## Smrti
- 30. svibnja – Peter Paul Rubens, belgijski slikar

## Vanjske poveznice
|  | Zajednički poslužitelj ima još gradiva o temi 1640. |